# سیارک ۴۰۵۰
سیارک ۴۰۵۰ (به انگلیسی: 4050 Mebailey، نامگذاری:1976SF) چهار هزار و پنجاهمین سیارک کشف شده‌است که در ۲۰ سپتامبر ۱۹۷۶ کشف شد.
قدر مطلق سیارک برابر ۱۲٫۴۰ است.